# Running on Air
„Running On Air” (srp. Trčim po vazduhu) je pesma austrijskog pevača Nejtana Trenta. Dana 26. februara 2017. pesma je objavljena na Jutjub i . Predstavljaće Austriju na izboru za Pesmu Evrovizije 2017 u Kijevu (Ukrajina).

## Pesma Evrovizije 2017.
Dana 19. decembra 2016. objavljeno je da će Trent predstavljati Austriju na izboru za Pesmu Evrovizije 2017. 26. februara 2017. pesma je objavljena na mrežama Jutjub i Spotify. Austrija će se takmičiti u prvoj polovini drugog polufinala na dan 11. maj 2017. u Kijevu (Ukrajina).

## Spisak pesama
| №  | Naziv | Trajanje |  |
| 1. |       | 2:48     |  |

## Istorija objave
| Regija      | Datum             | Format                | Izdavačka kuća |
| ----------- | ----------------- | --------------------- | -------------- |
| Širom sveta | 26. februar 2017. | Digitalno preuzimanje |                |

## Spoljašnje veze
- Zvanični video-zapis pesme na Jutjubu